# Calamoptera lydiamarthae
Calamoptera lydiamarthae är en insektsart som beskrevs av Piza Jr. 1980. Calamoptera lydiamarthae ingår i släktet Calamoptera och familjen vårtbitare. Inga underarter finns listade i Catalogue of Life.